# Austrocylindropuntia pachypus
Austrocylindropuntia pachypus là một loài thực vật có hoa trong họ Cactaceae. Loài này được (K.Schum.) Backeb. mô tả khoa học đầu tiên năm 1942.

## Hình ảnh

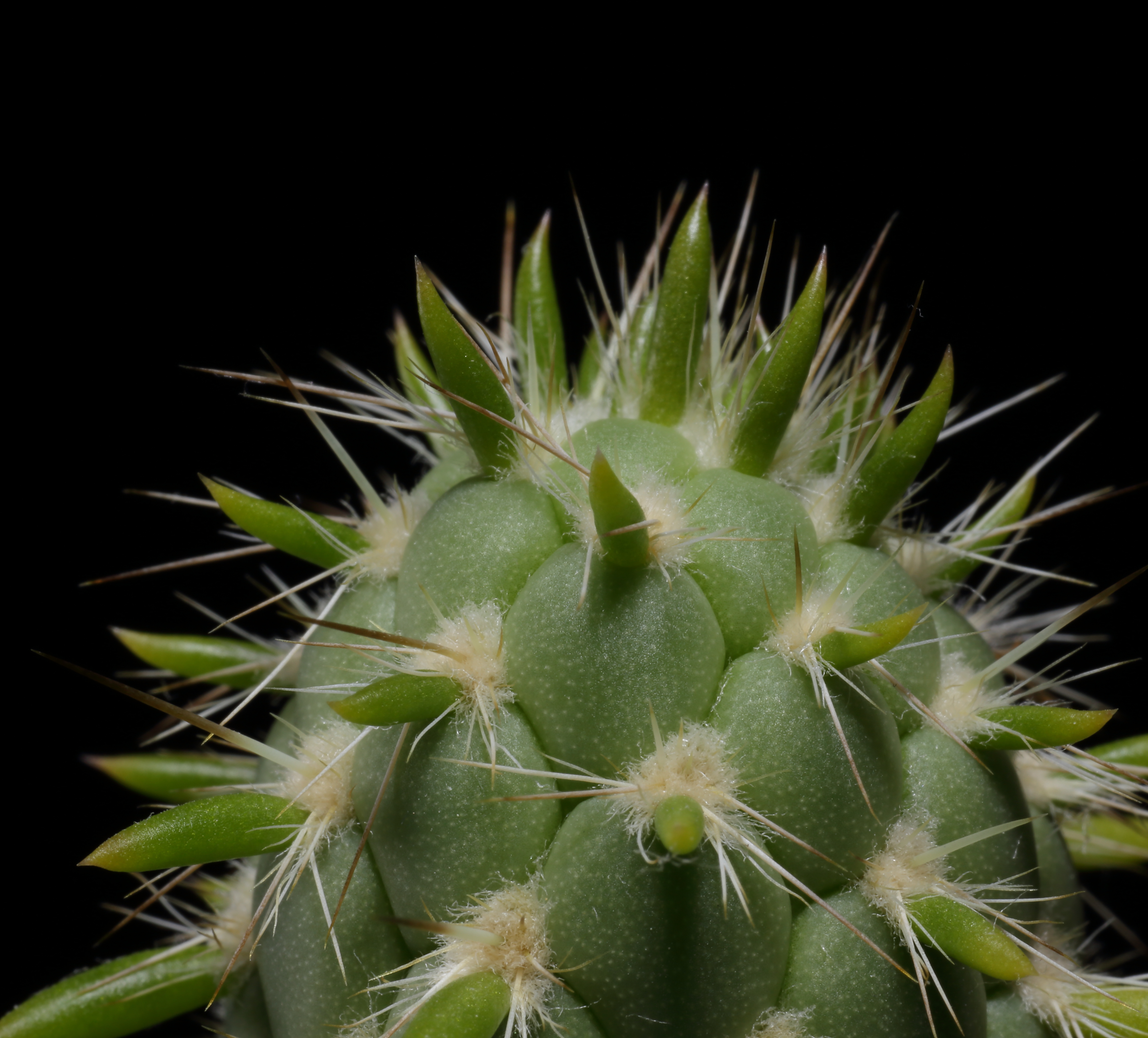